# Шимер, Франц
Франц Шимер (нем. Franz Schiemer; род. 21 марта 1986, Хаг-ам-Хаусрукк, Австрия) — австрийский футболист, защитник, тренер.

## Клубная карьера
Начинал он свою карьеру в клубе «Рид», где дебютировал в возрасте 17 лет в сезоне 2003/04. В 2005 он перешёл в венский клуб «Аустрия», где в 2006 завоевал свой первый трофей, а именно выиграл Бундеслигу. 9 апреля 2009 23-летний защитник сборной Австрии подписал контракт с клубом «Ред Булл» сроком до 30 июня 2012, однако после своего окончания контракт с «быками» был продлен ещё на 2 года.

## Карьера в сборной
Шимер дебютировал за национальную команду в октябре 2007 в товарищеском матче против швейцарцев, но из заявки на ЧЕ-2008 его исключили. Всего же за сборную провёл 25 матчей и в них отличился 4 раза.

## Карьера тренера
В январе 2016 года Франц Шимер стал помощником главного тренера австрийского клуба второго дивизиона «Лиферинг» Томаса Леча.
13 февраля 2017 года Шимер был назначен спортивным директором австрийского «Рида». В сезоне 2019/20 Франц Шимер занял должность помощника главного тренера в клубе «Ред Булл» Зальцбург.

## Достижения
- Чемпион Австрии (4): 2006, 2010, 2012, 2014
- Обладатель Кубка Австрии (4): 2007, 2009, 2012, 2014